# St. Louis Bombers 1947-1948
La stagione 1947-48 dei St. Louis Bombers fu la 2ª nella BAA per la franchigia.
I St. Louis Bombers vinsero la Western Division con un record di 29-19. Nei play-off persero la semifinale contro i Philadelphia Warriors (4-3).

## Roster
| N°   | Naz.                   | Ruolo | Sportivo       | Anno | Alt. | Peso |
| ---- | ---------------------- | ----- | -------------- | ---- | ---- | ---- |
| 3    | Stati Uniti (bandiera) | GA    | Wyndol Gray    | 1922 | 185  | 79   |
| 4    | Stati Uniti (bandiera) | AC    | Red Rocha      | 1923 | 206  | 84   |
| 5    | Stati Uniti (bandiera) | AC    | Bob Doll       | 1919 | 196  | 88   |
| 6    | Stati Uniti (bandiera) | AC    | Grady Lewis    | 1917 | 201  | 98   |
| 6    | Stati Uniti (bandiera) | C     | Irv Rothenberg | 1921 | 201  | 98   |
| 7    | Stati Uniti (bandiera) | G     | John Logan     | 1921 | 188  | 79   |
| 8    | Stati Uniti (bandiera) | G     | Don Putman     | 1922 | 185  | 77   |
| 9    | Stati Uniti (bandiera) | A     | John Abramovic | 1919 | 191  | 88   |
| 9    | Stati Uniti (bandiera) | G     | Buddy O'Grady  | 1920 | 180  | 160  |
| 10-2 | Stati Uniti (bandiera) | GA    | Belus Smawley  | 1918 | 185  | 88   |
| 11   | Stati Uniti (bandiera) | A     | Ariel Maughan  | 1923 | 193  | 86   |
| 12   | Stati Uniti (bandiera) | AC    | Giff Roux      | 1923 | 196  | 88   |
| 14   | Stati Uniti (bandiera) | AC    | Don Martin     | 1920 | 201  | 95   |

## Staff tecnico
- Allenatore: Ken Loeffler